# Vöröstoronyi-szoros

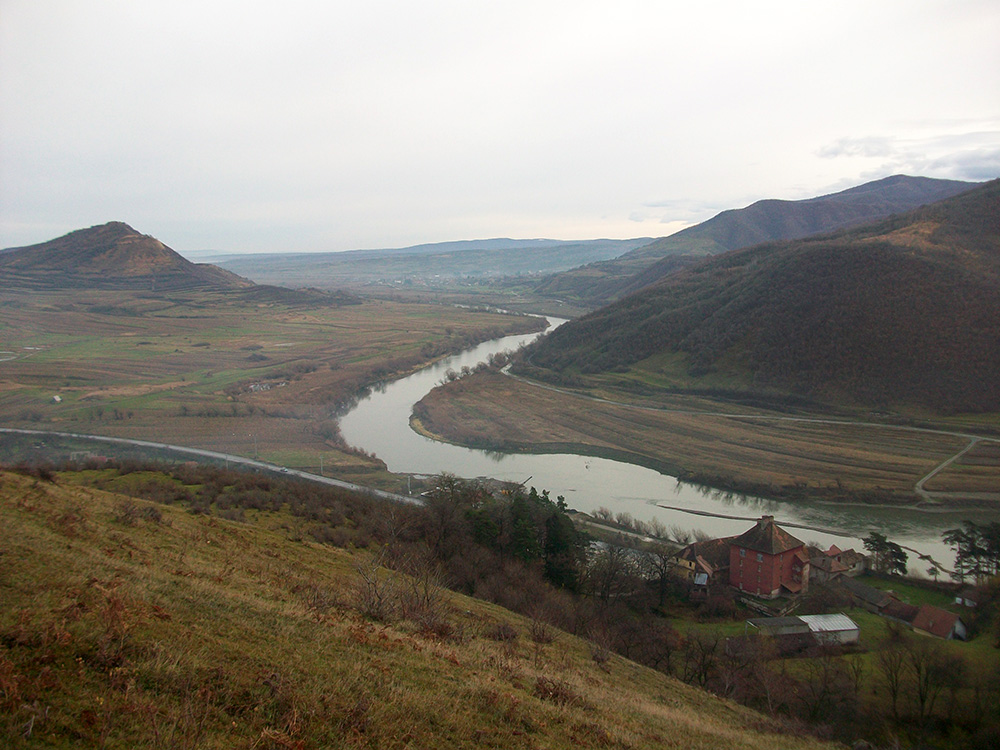
A szoros északi bejárata. Az Olt északról, a Fogarasi-medencéből befut a szorosba. Előtérben Vöröstorony vára

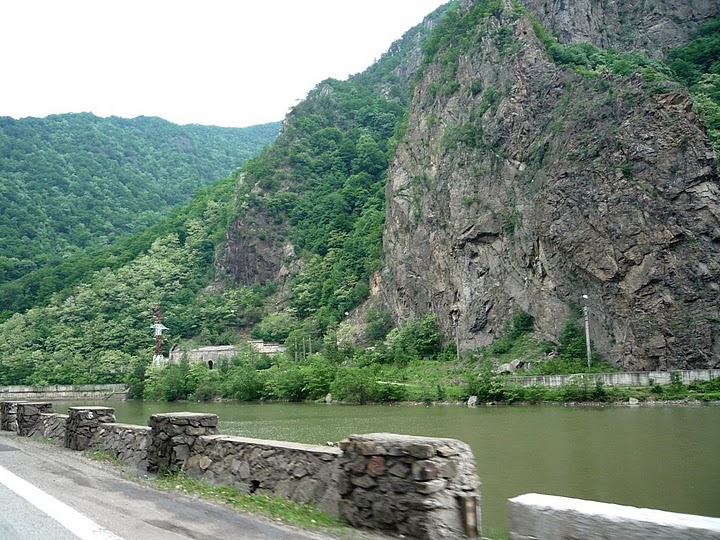
Vöröstorony-hágó

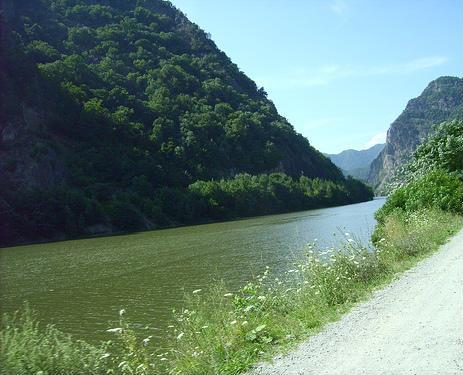
Az Olt Vöröstoronynál

A Vöröstoronyi-szoros (románul: Pasul Turnu Roșu, németül: Roterturmpass, latinul: Porta Traiana) a Déli-Kárpátok hegyszorosa Romániában. Az Olt folyó fut benne Erdélyből dél felé, Havasalföld irányába.

## Fekvése
A szorost az észak–déli irányba tartó Olt vágta magának keletről a Fogarasi-havasok, nyugatról a Szebeni-havasok és a Lotru-hegység között. Ugyan a folyónak a Kárpátokat átszelő útja 75 kilométeren keresztül, Bojcától Râmnicu Vâlceáig tart, ebből csak a 18 kilométeres felső, Câinenii Mariig tartó szakaszt értik a név alatt. A Déli-Kárpátokon áthaladó folyón a völgy alsóbb részein gátak és vízerőművek találhatók.
A szoros Szeben folyónak az Oltba való torkolatán alul, Bojca községnél nyílik. A fővölgy szűk, két oldalról erdős, néhol csupasz hegyek szegélyezik. Tengerszint feletti magassága 352–360 méter. A forgalmas E81-es út vezet rajta keresztül.

## Nevének eredete, várai
Nevét a 14. század második felében épült kicsiny Vöröstorony váráról kapta. A történelem folyamán a szoros különböző pontjain épültek védőművek, és a népszerű ismertetések, a régi történetírók és térképek ezeket gyakran összekeverik egymással. A folyásirány szerinti legfelső a talmácsi vár, egyes vélemények szerint az első Vöröstorony. Bojcától keletre, az Olt partján épült az egykori római castrum, Caput Stenorum. Bojca déli határában találjuk a története során többször átépített Vöröstornyot. Ettől négy-öt kilométerre, Latorvárhoz közel látható a Törttorony, amelyet 17. század végi romlása óta neveznek így. Magának a középkori, a Lotrioara-patak Oltba folyásánál épült Latorvárnak a maradványait az 1930-as években eltüntette egy kőbánya. A szoros végén, Câinenii Mari-nál az osztrákok építettek várat 1718-ban Arvaxia római castrum alapjaira.

## Története
Már Traianus római császár erre vezette hadserege egy részét Decebal ellen 105-ben (innen régi neve: Porta Traiana). Mint 150–200 kilométeres szakaszon az egyetlen átjáró egyrészt Erdély és Magyarország, másrészt Havasalföld, később Románia között, nagy kereskedelmi és hadászati jelentősége volt. A 18. század kezdetéig azonban csak gyalogosan vagy lóháton, seregek számára pedig hosszú menetoszlopba fejlődve volt járható. 
Ha azonos a Képes krónikában említett hellyel „amely körös-körül, mindkét felől meredek sziklákkal volt elrekesztve”, akkor Károly Róbert hazafelé tartó serege 1330. november 9. után itt, a posadai csatában szenvedett vereséget I. Basarab havasalföldi fejedelem lesből támadó csapataitól.
A szoros és erődjei 1453-ig az erdélyi vajdához tartoztak, attól kezdve pedig a Szász Universitas volt felelős értük. 1395-ben Zsigmond király erre indult a nikápolyi csatába, 1437-ben és 1442-ben itt törtek be Erdélybe a törökök, Hecht (Csukás) György nagyszebeni főbíró 1493-ban itt verte meg Ali bég hazafelé tartó seregét. Az Izabella segítségére érkező havasalföldi és török csapatokat Fráter György híve, Kendeffi János 1550-ben a szorosban verte vissza.
A szászokat ugyan korábban is kötelezték rá, hogy a szorost kitágítsák, járhatóvá tegyék és járhatóságát fenntartsák, szekerekkel és ágyúkkal is járható utat csak 1690–1717-ben, Schwanz mérnök tervei alapján, Steinville gróf erdélyi főhadparancsnok irányításával az osztrákok építettek, akik akkor Olténiát is birtokolták. Az uralkodóról Via Carolinának nevezett út teljes hosszában, Râmnicu Vâlceáig ugyan nem készült el, de lehetővé tette a szoroson való könnyű áthaladást, az út mentén állomásozó katonaság pedig gondoskodott a szükséges karbantartásról. A munkálatok nemcsak a kereskedelmet fejlesztették, de lehetővé tették a transzhumálás konjunktúráját is. A csempészek ugyan továbbra is a havasi ösvényeket használták, a kereskedők áruikkal, a juhosgazdák hatalmas nyájaikkal az Olt folyása mentén közlekedtek. A 19. század első felében itt vitték ki Erdélyből a legtöbb sertést és vasárut, bár teljes forgalma jóval kisebb volt, mint a barcasági szorosokon áthaladó. Először Latorvárnál állítottak föl vámhivatalt és karantént, majd miután 1773-ban a határt a korábbitól délre húzták meg, mindkét intézmény Lazaretnél működött. 1896-ban épült meg a vasút Porcsesd és a határ közötti, 15 kilométeres szakasza, amely a román államvasutakhoz csatlakozott.
Ihász Dániel 1849. március 16-án és 28-án is meghiúsította Szkarjatyin seregének betörését, de Lüders július 20-án a szoroson keresztül hatolt be Erdélybe. 1916 szeptemberének végén az ötvenezer fős román sereg itt vonult vissza Havasalföld felé, de a központi erők lezárták a szoroshoz vezető utakat, és hatalmas veszteségeket okoztak a románoknak. A szoros mentén több hadi temető is őrzi az elesettek emlékét.

## Képek

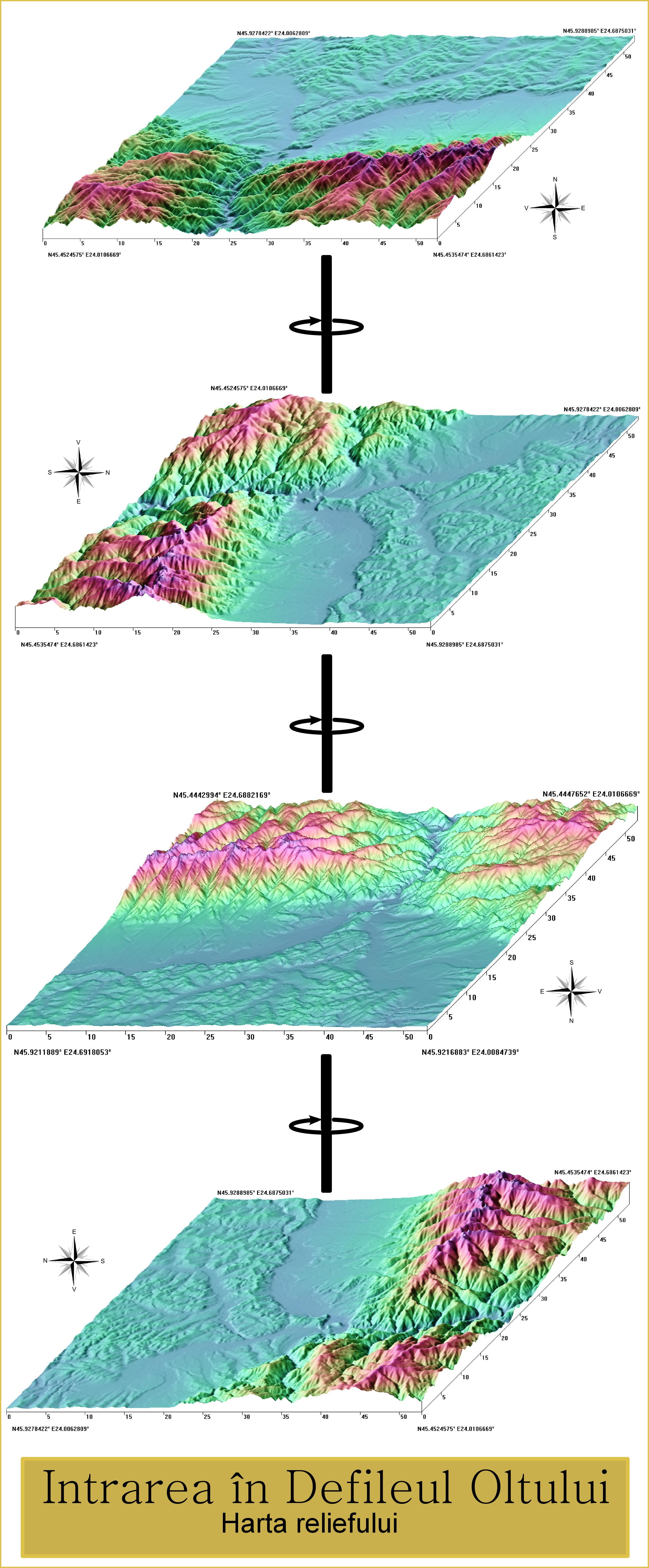
Az Oltnak a szoros feletti szakasza